# La casa delle metamorfosi
La casa delle metamorfosi (titolo originale Halfway House) è un romanzo poliziesco di Ellery Queen, scritto nel 1936.

## Trama
Ellery Queen si trova di passaggio a Trenton, nel New Jersey, diretto verso New York, quando in un ristorante si imbatte in un suo vecchio amico, l'avvocato Bill Angell. Bill accetta la proposta di Ellery di proseguire il viaggio insieme, ma deve prima recarsi in un capanno fuori città dove ha appuntamento con suo cognato Joe Wilson. Quando Angell giunge sul posto, però, vede una donna fuggire terrorizzata alla guida di una grossa Cadillac che riparte a tutta velocità; entrando nel capanno trova il cognato a terra, pugnalato al cuore e ormai moribondo, che prima di spirare riesce a mormorare poche frasi su una donna velata responsabile dell'accoltellamento. Ad Angell non resta che chiedere l'aiuto di Ellery, il quale non appena ispeziona la scena del delitto, con un piatto pieno di fiammiferi usati sul tavolo e un morto dal volto stranamente familiare, si rende conto che la soluzione del puzzle non sarà semplice.

## Personaggi principali
- A New York
  - Ellery Queen - scrittore, investigatore
  - Richard Queen - suo padre, capo della Squadra Omicidi
  - Jasper Borden - anziano milionario
  - Jessica Borden Gimball - sua figlia
  - Joseph Kent Gimball - marito di Jessica
  - Andrea Gimball - figlia del primo matrimonio di Jessica
  - Grosvenor Finch - vice presidente della National Life Insurance Company
  - Simon Frueh - senatore
  - Burke Jones - fidanzato di Andrea
- A Filadelfia
  - William (Bill) Angell - avvocato
  - Lucy Wilson - sorella di Bill
  - Joseph Wilson -  suo marito, piazzista
- A Trenton
  - De Jong - capo della polizia
  - Paul Pollinger - pubblico ministero
  - Ira V. Menander - giudice
  - Ella Amity - giornalista

## Critica
"La casa delle metamorfosi sembra un lavoro di medio livello per Ellery Queen. I primi due lunghi capitoli sono affascinanti, con EQ e la polizia che indagano sulla scena del crimine e apprendono dalle loro osservazioni e deduzioni via via sempre più cose sul conto delle persone sospette e sugli eventi della notte dell'omicidio. Queste sezioni contengono dei colpi di scena ingegnosi. Poi il resto del libro è principalmente un riempitivo, tranne per un paio di buone rivelazioni, finché Ellery non spiega la soluzione proprio alla fine. [...] Le sorprese dei primi capitoli (cap. 1 e 2) sono preannunciate da abbondanti indizi. Questo rende i loro sorprendenti sviluppi più piacevoli e accettabili per il lettore, a differenza delle ugualmente barocche (sebbene molto diverse) rivelazioni al termine di Ventimila hanno visto, che hanno soltanto due indizi molto deboli a supporto del principale colpo di scena della trama.

Il finale dipende da un tratto ricorrente negli scritti di Ellery Queen. Vari indizi circa l'identità dell'assassino raccolti sulla scena del crimine vengono utilizzati da Ellery per tracciare un profilo del potenziale omicida. Poi Ellery passa al vaglio la lista dei personaggi della storia, dimostrando come questo profilo si adatti ad uno e uno soltanto dei sospetti. [...] Gli appassionati della detection pura apprezzeranno questo metodo, e il libro segue una onorevole tradizione di 'deduzione dagli indizi' nel romanzo poliziesco. [...] Ma il finale risulta piuttosto tiepido se paragonato ai migliori lavori di Queen. Non c'è una trama complessa, nessun piano criminale fantasmagorico o spettacolari rivelazioni finali. [...]

Uno dei primi esempi nel romanzo poliziesco di un "approccio in stile profilo" è il libro La vedova del miliardario (titolo originale Trent's Last Case) di E.C.Bentley. Nel capitolo 11 il romanzo di Bentley ricostruisce gli aspetti nascosti dell'omicidio, sviluppando un profilo di cinque elementi che devono adattarsi all'assassino, poi deduce un unico sospetto che soddisfa tutte e cinque le caratteristiche del criminale. Questo è l'approccio che Ellery Queen utilizzerà in seguito in La casa delle metamorfosi. Prima di Bentley, questa tecnica si può rintracciare anche nel racconto di Conan Doyle su Sherlock Holmes Barbaglio d'argento (1892)."

Questo è il primo libro di Ellery Queen che abbandona il formato del titolo (nell'originale inglese) secondo lo schema The + aggettivo di nazionalità + sostantivo + Mystery ed è anche l'ultimo nel quale compare la tradizionale "Sfida al lettore".

"Nella prefazione Ellery fa notare che il libro avrebbe potuto intitolarsi The Swedish Match Mystery, ma così non è. [...] L'abbandono del formato 'nazionalità' del titolo è più che appropriato in quanto il libro marca più di un cambiamento. [...] Le storie si evolvono, con una riduzione del numero dei personaggi, una minore importanza degli elementi dell'enigma puro e un declino delle regole del 'fair play'. [...] Sebbene sia ben costruito, l'enigma è semplice; grande attenzione viene riservata al processo del presunto colpevole e diverse storie di interesse umano vengono mescolate con il mistero."

## Edizioni
- Ellery Queen, La casa delle metamorfosi, traduzione di Gianni Montanari, I Classici del Giallo Mondadori (n. 1035), Arnoldo Mondadori Editore, 2004,  p. 264, ISSN 0009-8426.